# Baileya ellessyoo
Baileya ellessyoo is een nachtvlinder van de familie Nolidae. Deze soort komt voor in de Verenigde Staten, in de staten Alabama, Florida, Georgia, Louisiana, Mississippi, Missouri, North Carolina en Texas.
Volwassen vlinders van deze soort zijn van maart tot april voor één generatie in Louisiana.